# Gaston Dron
Gaston Dron, född 19 mars 1924 i Clichy, död 23 augusti 2008 i Dreux, var en fransk tävlingscyklist.
Dron blev olympisk bronsmedaljör i tandem vid sommarspelen 1948 i London.